# Ploey – Ett vinteräventyr
Ploey – Ett vinteräventyr (isländska: Lói - Þú flýgur aldrei einn) är en isländsk animerad film från 2019 i regi av Árni Ólafur Ásgeirsson efter ett manus av Friðrik Erlingsson.

## Handling
Ploey är en ung fågel som inte flyger söderut om hösten med de andra flyttfåglarna. Han måste därför överleva den hårda vintern och möta hårda fiender för att kunna återförenas med sina nära och kära när våren kommer.

## Rollista

### Svenska röster
- Malte Lessing – Ploey
- Anders Öjebo – Ripa
- Magnus Mark – Ploeys pappa
- Mikaela Tidermark – Ploeys mamma
- Jannicke Jernström – Svan
- Adam Fietz – Räv
- Ester Lejdemyr – Ploveria
- Anton Raeder – Musio
- Dan Bratt – Ren
- Frank Dorsin – Sloey
- Joakim Jennefors – Storlabb
- Josefine Ekman – Mink
- Övriga roller – Sofia Ledarp, Elis Lindsten, Mattias Knave, Mikael Regenholz, Laura Jonstoij, Josefine Ekman, Ole Ornered, Charlotte Ardai Jennefors[5]